# John Sutro
Pour les articles homonymes, voir Sutro.
John Sutro, né le 23 avril 1903 et mort le 18 juin 1985, est un producteur de films britannique. Il produit sept films entre 1941 et 1951. Il est membre du jury du 7e festival international du film de Berlin, en 1957.

## Biographie
Il suit ses études à Oxford et c'est lui qui a l'idée du Railway Club, dont Harold Acton est la figure principale. Parmi les autres membres, on compte : Henry Yorke, Roy Harrod, Henry Thynne (6e marquis de Bath), David Plunket Greene, Edward Henry Charles James Fox-Strangways (7e comte d'Ilchester), Brian Howard, Michael Parsons (6e comte de Rosse), Hugh Lygon, Bryan Guinness (2e baron Moyne), Patrick Balfour (3e baron Kinross), Mark Ogilvie-Grant, John Drury-Lowe.
Sutro est ami des sœurs Mitford et fait partie des groupes d'artistes et d'intellectuels qui gravitaient autour d'elles dans les années 1920 et les années 1930. Sutro est juif.

## Filmographie
- 1941 : 49th Parallel
- 1944 : L'Héroïque Parade
- 1946 : Men of Two Worlds
- 1946 : Carnival
- 1949 : Children of Chance
- 1950 : Her Favourite Husband
- 1951 : Due mogli sono troppe (it)
- 1951 : Cheer the Brave